# Кафана Љубиш (Златибор)
Кафана Љубиш je угоститељски објекат, етно ресторан у центру Златибора која се налази на адреси Зеленкада 5. Кафана Љубиш на Златибору послује од 2018. године.

## О кафани
Кафана Љубиш која послује у истоименом селу у Златиборском округу своје угоститељске услуге наставила је да пружа и у самом центру Златибора више од једне деценије.
Пријатан и топао амбијент са ентеријером у дрвету чини ову кафану местом где гости радо навраћају.
У центру ресторана налази се камин, израђен у дрвету и најквалитетнијем мермеру.

## Угоститељска понуда
Кафана Љубиш на свом менију има специјалитете везане за Златиборски крај и пределе западне Србије. Ту су: проја, пите, лепиње, телетина, кајмак, сир, сухомеснати производи, и друго.
На менију се налази и увек свежа пастрмка из рибњака кафане и специјалитет куће - телетина у џаку.
Од пића које се налазе на менију Кафана Љубиш је позната по понуди домаћих ракија. У карти пића могу се наћи неколико врста ракија: медовача, шљива, кајсија и дуња. 